# Xeréus
Os xeréus são um grupo indígena que habita entre os rios Trombetas no Pará e Jatapu Amazônia.